# さそり座AH星
さそり座AH星（さそりざAHせい、AH Scorpii、AH Sco）は、さそり座に位置する脈動変光星である。

## 特徴
さそり座AH星は、リーヴィットがハーバード大学天文台の写真乾板の中から、変光星であることを発見した。
さそり座AH星は、6.7等と9.5等の間を714日の周期で半規則的に変光しており、変光星としての分類はSRC型とされている。変光星総合カタログでは、明るさの変化は8.1等から12.0等と記載されているが、これは写真等級による数値である。SRC型は、準周期的に変光する赤色超巨星の脈動変光星が分類される階級で、さそり座AH星自身、スペクトル型はM5 Ia-Iabの赤色超巨星である。さそり座の赤色超巨星としてはアンタレスが有名だが、スペクトル型の光度階級からアンタレスよりさそり座AH星の方が光度が大きいことがわかる。ただ、さそり座AH星は、アンタレスより遠距離にあるため、アンタレスと異なり肉眼で観ることは出来ない。

## 名称
さそり座AH星に固有名はない。さそり座AH星という名称は、変光星の命名規則に従って付与されたもので、さそり座で62番目の変光星であることを示す。